# Dimensione violenza
Dimensione violenza è un film del 1984, diretto da Mario Morra.